# Bosc Estatal de Coma de l'Egua
El Bosc Estatal de Coma de l'Egua (en francès Forêt Domaniale de Coume de Lègue) és un bosc de 19400 ha d'extensió del terme comunal de Caudiers de Conflent, a la comarca d'aquest nom, a la Catalunya del Nord.
Està situat al sud del terme de Caudiers de Conflent, a la vall alta del Rec de Caudiers.
El bosc està sotmès a una explotació gestionada per l'Office National des Forêts (ONF); la propietat del bosc és de l'estat francès, ja que procedeix d'antigues propietats reials esteses al llarg del Camí Ramader. Té el codi d'identificació de l'ONF F16289M. En el terme de Caudiers de Conflent hi ha també part del Bosc Estatal del Camí Ramader i el Bosc Comunal de Caudiers de Conflent.